# Muricea tenella
Muricea tenella is een zachte koraalsoort uit de familie Plexauridae. De koraalsoort komt uit het geslacht Muricea. Muricea tenella werd in 1869 voor het eerst wetenschappelijk beschreven door Verrill. 